# Ermatingen
Ermatingen es una comuna suiza del cantón de Turgovia, situada en el distrito de Kreuzlingen. Limita al norte con las comunas de Reichenau (DE-BW) y Constanza (DE-BW), al este con Gottlieben y Tägerwilen, al sur con Wäldi, y al oeste con Raperswilen y Salenstein.

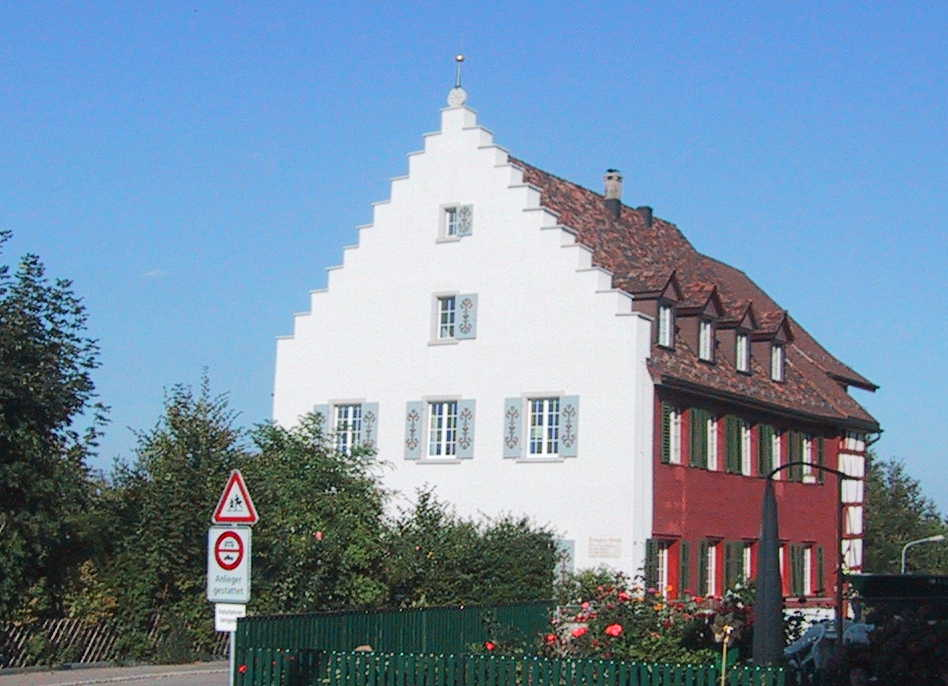
Vista del Castillo de Ermatingen.